# Jean-Nicolas Viquy
Jean Nicolas Viquy, né le 28 novembre 1737 à Commercy et décédé le 10 septembre 1814 à Orléans, est un homme politique français.

## Biographie
Peu de choses sont connues sur Viquy. Il est désigné comme tailleur à Bray-sur-Seine et semble appartenir à la bourgeoisie. 
En 1789, Viquy s'enthousiasme pour la Révolution française et est élu maire de Bray-sur-Seine.
Il occupe ces fonctions lorsqu'il est élu le 7 septembre 1792 député de Seine-et-Marne à la Convention, le cinquième sur onze, avec 202 voix sur 319 votants. Il fait partie de ces députés modérés siégeant sans histoire au sein du Marais. Au procès du roi, Viquy vote pour l'appel au peuple, pour la détention de Louis XVI et son bannissement à la paix, puis en faveur du sursis. Ses opinions conservatrices transparaissent dans ses votes du printemps 1793, au cours desquels il se prononce pour la mise en accusation de Marat puis pour la Commission girondine des Douze. 
Au cours de la Terreur, il ne se mêle pas à la lutte entre les partis, se contentant de quelques rapports et d'une mission dans l'Eure en thermidor an III.  
Le 22 vendémiaire an IV (14 octobre 1795) Viquy est réélu par la Seine-et-Marne au Conseil des Anciens. Au cours de ce mandat il fait partie de plusieurs commissions. Il participe à l'organisation de la fête célébrant l'anniversaire de l'exécution de Louis XVI, à l'élaboration de la liste des émigrés, puis se charge de la mise en place de l'imprimerie de la République. 
Viquy quitte son poste le 1er prairial an V (20 mai 1797). Après le 18 brumaire, Bonaparte nomme cet ancien conventionnel au conseil général de Seine-et-Marne.
Il meurt à 76 ans en 1814, peu après la Première Restauration.

## Sources
- « Jean-Nicolas Viquy », dans Adolphe Robert et Gaston Cougny, Dictionnaire des parlementaires français, Edgar Bourloton, 1889-1891 [détail de l’édition] (extrait disponible sur le site de l'Assemblée nationale[2]).